# Гаїчка тайванська
Гаїчка тайванська (Sittiparus castaneoventris) — вид горобцеподібних птахів родини синицевих (Paridae).

## Поширення
Ендемік острова Тайвань. Мешкає в соснових лісах і змішаних лісах.

## Спосіб життя
Харчується павуками, комахами та насінням. Пара тримається разом цілий рік і захищає свою територію. Розмножується з березня по серпень.